# Manta térmica agrícola
La manta térmica es un geotextil (no tejido) liviano, estabilizado contra los rayos UV cuya  porosidad permite el paso del aire y agua. Permite crear una barrera de protección que evita los cambios bruscos de temperatura, evitando así que la planta se hiele.[cita requerida]
Este material se utiliza mucho para la protección de los cultivos agrícolas sensibles a los daños provocados por heladas. Se utiliza en distintos cultivos como alcachofas, remolachas, lechuga, etc.
La utilización de la manta térmica en campos de fútbol es aconsejada ya que permite crear una barrera térmica contra los cambios bruscos de temperatura que dañarían las hojas de las distintas variedades de césped. La composición de la manta térmica permite la aireación y la transpiración de la cubierta vegetal evitando que aparezcan problemas causados en el ciclo fotosintético de las especies vegetales.
La manta térmica establece también una barrera eficaz frente a las plagas de insectos que puedan atacar los cultivos.
- Datos: Q9027537